# Bernáth László Miksa
Bernáth László Miksa (Jászó, 1764. január 6. – Kassa, 1829. február 8.) premontrei rendi szerzetes, tanár.

## Élete
A premontrei rendbe lépett és rozsnyói clericus lett; 1778. szeptember 22. misés pappá szenteltetvén, tornai káplán, utóbb pozsonyi központi papnevelői igazgató volt. 1795-ben Tornán plébános lett; két év múlva önként leköszönt, átment a váci egyházmegyébe és Vácon a bölcselet tanára lett. 1802-ben visszaállíttatván az előbb eltörölt premontrei rend ismét ebbe lépett és Jászón teológiai tanár, 1809-től 1812-ig felsőmecenzési plébános volt. Ekkor a kassai nemes ifjak konviktusának igazgatójává neveztetett ki. 1816-ban jászóvári préposttá választatott.

## Művei
- A Lang-féle katekizmust fordította magyarra (Vácz, 1800)

Kéziratban maradtak: Magyar Theologiája (1820–24. hat kötetben) és szlovákul, magyarul és latinul írt egyházi szónoklatai.